# Wissenschaftsmodul Wentian
Das Wissenschaftsmodul Wentian (chinesisch 問天實驗艙 / 问天实验舱, Pinyin Wèntiān Shíyàncāng, deutsch Himmelsbefragung) ist das zweite Modul der Chinesischen Raumstation. Es wurde am 24. Juli 2022 um 06:22 Uhr UTC mit einer Trägerrakete vom Typ Langer Marsch 5B vom Kosmodrom Wenchang gestartet.
Knapp 13 Stunden später, am 24. Juli 2022 um 19:13 Uhr UTC, koppelte das Modul zunächst am vorderen Stutzen der Bugschleuse des Kernmoduls Tianhe an.
Nach gründlicher Überprüfung wurde es am 30. September 2022 an den Steuerbordstutzen der Bugschleuse umgesetzt, wo es um 04:44 Uhr UTC fest verankert wurde.

## Beschreibung
Das von der Chinesischen Akademie für Weltraumtechnologie gebaute Wissenschaftsmodul Wentian ist mit dem Drehgestell für die Solarzellenflügel insgesamt 17,9 m lang, sein größter Durchmesser beträgt 4,2 m und sein Startgewicht 23,05 t. Davon sind 21,5 t Eigengewicht, dazu kommen noch 1,55 t mitgeführter Treibstoff.
Das Modul erfüllt neben seiner eigentlichen Aufgabe als Plattform für Experimente auch Steuerfunktionen für die gesamte Raumstation.
Bei einem Ausfall des Kernmoduls kann es mit seinen beiden in zwei Richtungen schwenkbaren Solarmodulen die gesamte Station mit Strom versorgen. Beim Start des Raumflugkörpers waren die beiden aus einer dünnen Folie bestehenden Solarmodule Leporello-artig zu einem jeweils 18 cm dicken Bündel zusammengerafft und die Bündel in Richtung auf die Arbeitssektion an die konische Versorgungssektion geklappt.
Nachdem das Wissenschaftsmodul die Umlaufbahn erreicht hatte, wurde jeder der beiden Flügel zunächst nur auf 6,5 m ausgefahren, um zum einen die Stromversorgung sicherzustellen, die Flügel aber zum anderen während der Ankoppelung am Kernmodul vor einer zu starken mechanischen Belastung zu schützen. Am 27. Juli 2022 wurden die Solarzellenflügel auf ihre ganze Länge von 23 m ausgefahren.
Nun besitzt die gesamte, 2,2 t schwere Einheit inklusive der Halterung in der Mitte eine Spannweite von 55 m. Die Solarzelleneinheit wird, rotierend wie eine Windmühle, immer auf die Sonne ausgerichtet.
Um die Reibungsverluste zu minimieren, erfolgt die Stromübertragung von den rotierenden Solarmodulen in die Station nicht, wie sonst bei Raumflugkörpern üblich, über Schleifringe, sondern über Rollenlager. Auf dem Prüfstand absolvierte ein derartiges Lager 200.000 Umdrehungen, was einer Lebensdauer von 34 Jahren entspricht. Am 28. Juli 2022 wurde die Drehung der Solarmodule um die Längsachse erprobt, um sie, wie diejenigen des Kernmoduls, exakt auf die Sonne auszurichten.
Dadurch ist die optimale Stromversorgung unabhängig von der Jahreszeit oder der Fluglage der Station jederzeit sichergestellt. Für die Zeit, während sich die Station im Erdschatten befindet, stehen Lithium-Ionen-Akkumulatoren zur Verfügung.
Jeder der beiden Flügel besitzt eine Solarzellenfläche von 110 m² (den Außenmaßen nach, inklusive des zentralen Leerstreifens, hat ein einzelner Flügel eine Fläche von 138 m²) und erzeugt bei guter Beleuchtung eine elektrische Leistung von 7,3 kW, insgesamt also 14,6 kW. Im Durchschnitt beträgt die tägliche Stromerzeugung des Wissenschaftsmoduls Wentian 430 kWh, etwa so viel wie ein dreiköpfiger Haushalt in Peking in anderthalb Monaten verbraucht.
Die Solarzelleneinheit speist den erzeugten Strom in das 100-V-Netz der Station ein, an das über Kontakte im äußeren Ring der Koppeladapter auch die angedockten Raumschiffe angeschlossen sind. Dadurch bilden die einzelnen Module einen Lastverbund. So kann zum Beispiel bei hohem Leistungsbedarf im Laborschrank für Hochtemperatur-Materialwissenschaft des Wissenschaftsmoduls Mengtian elektrische Energie von Wentian jenem Modul zugeteilt werden.
Es ist geplant, einen der beiden 12 m langen und 67 m² großen Solarzellenflügel des Kernmoduls Tianhe an das äußere Ende der Solarzelleneinheit des Wissenschaftsmoduls Wentian zu versetzen, wo er dann wie der Fuß eines T nach außen wegsteht.
Eine analoge Operation ist für das Wissenschaftsmodul Mengtian vorgesehen. An ihrer alten Stelle werden die Solarzellenflügel des Kernmoduls von den Wissenschaftsmodulen teilweise verschattet, außerdem behindern sie das Arbeiten mit dem mechanischen Arm.
Das Wissenschaftsmodul Wentian verfügt über ein vollständiges Kommunikationssystem, ein redundantes Lebenserhaltungssystem für die gesamte Station und Lageregelungstriebwerke.
Die Steuerung erfolgt durch einen MIL-STD-1553B-Bus mit zweifacher Redundanz, der sich durch alle Module zieht und auch mit angekoppelten Raumschiffen verbunden ist. Dadurch kann die Station bei größeren Bahnänderungen, wie sie zum Beispiel bei der Vorbereitung von Koppelmanövern nötig sind, die Triebwerke eines Frachtraumschiffs verwenden, um die eigenen Triebwerke zu schonen und deren Lebensdauer – und damit die Nutzungsdauer der Module – zu verlängern.

Momentenkreisel im Wissenschaftsmodul Wentian

Im Inneren des Wissenschaftsmoduls Wentian befinden sich unter den Boden- und Deckenplatten auch sechs Momentenkreisel mit einem Drehimpuls von jeweils 1500 Nms, die die baugleichen Kreisel außen am Kernmodul ergänzen.
Diese Geräte, die, anders als die Lageregelungstriebwerke, keinen Treibstoff verbrauchen, dienen zur routinemäßigen Aufrechterhaltung und schnellen Änderung der Fluglage. Im Vergleich mit chemischen Triebwerken haben die Momentenkreisel den Vorteil, dass die Lageänderung sanfter erfolgt und auf die papierdünnen Solarzellenflügel ein wesentlich geringerer Impuls übertragen wird.
Beobachtungen nach der Montage der Wissenschaftsmodule zeigten, dass die Raumstation mit einer Genauigkeit von 0,6° ausgerichtet werden kann und eine einmal eingenommene Fluglage mit einer maximalen Abweichung von 0,008°/s beibehält.
Das Wissenschaftsmodul Wentian dient auch als Lagerraum für Ersatzteile – etwa 60–70 % der Geräte in der Raumstation können im Orbit repariert werden – und Verbrauchsgüter wie Nahrung oder Windeln sowie als Schutzraum in einem Notfall. Da das Modul über drei Schlafkabinen, ein Bad mit Toilette und eine Küche mit einem kleinen Herd verfügt, können die Raumfahrer dort auch längere Zeit bleiben, bis eine Rettungsrakete – je nach Startfenster neun bis zehn Tage nach einem Alarm – eintrifft. Außerdem fungiert es regulär als Wohnbereich, wenn während einem Schichtwechsel sechs Personen an Bord sind.
Wie im Kernmodul Tianhe sind die 2 × 1 m großen Kabinen (in beiden Dimensionen 10 cm größer als diejenigen im Kernmodul) direkt bei der Luke zur Kugelschleuse angeordnet, sodass die Raumfahrer, selbst wenn sie im Schlaf von einem Notfall überrascht werden, rasch ein intaktes Modul oder ihr Raumschiff erreichen können.
Das Wissenschaftsmodul Wentian besteht aus drei Abschnitten: die an die kugelförmige Schleusensektion des Kernmoduls anschließende, knapp 8 m lange Arbeitssektion mit einem Außendurchmesser von 4,2 m, eine innen zylindrische und außen quadratische, etwa 2,4 m lange Schleusensektion mit einem etwas geringeren Durchmesser, und eine konisch zulaufende Versorgungssektion, an der die Solarmodule und die nach oben, zu den Tianlian-Relaissatelliten in ihren geostationären Umlaufbahnen gerichtete Parabolantenne für die Kommunikation mit dem Raumfahrtkontrollzentrum Peking befestigt sind. Das Modul kann über die Ringleitungen der Station immer wieder nachbetankt werden, die in der Versorgungssektion untergebrachten Tanks fassen insgesamt knapp zwei Tonnen Methylhydrazin (Treibstoff) und Distickstofftetroxid (Oxidator).
An der Außenwand der Versorgungssektion können Nutzlasten angebracht werden: sieben auf der der Erde zugewandten Seite der Sektion, und ein Instrument für astronomische Beobachtungen auf der in Flugrichtung liegenden Hälfte der Zenitseite. Abgesehen von Erdbeobachtung etc. können an diesen Nutzlastplätzen auch Experimente in Vakuum und kosmischer Strahlung durchgeführt werden.
Die Chinesische Raumstation bewegt sich zwischen 42° nördlicher und südlicher Breite auf 340–420 km Höhe über der Erde, also in der F2-Schicht der Ionosphäre. Die kosmische Strahlung dort besteht zu 90 % aus Protonen, zu 9 % aus Alphateilchen sowie zu 1 % aus Elektronen, Schwerionen und Gammastrahlung. Auf ihrer Bahn um die Erde durchquert die Raumstation immer wieder die Südatlantische Anomalie vor der Küste Brasiliens, wo eine erhöhte Teilchenstrahlung zu verzeichnen ist. Die genaue Zusammensetzung und Intensität der kosmischen Strahlung lässt sich aufgrund der komplexen Mechanismen schlecht vorhersagen, aber auf der Außenseite ist sie um etwa ein bis zwei Größenordnungen höher als im Inneren der Raumstation, was für Forschungen auf den Gebieten Hochenergie-Astronomie und Astroteilchenphysik gute Voraussetzungen bietet.

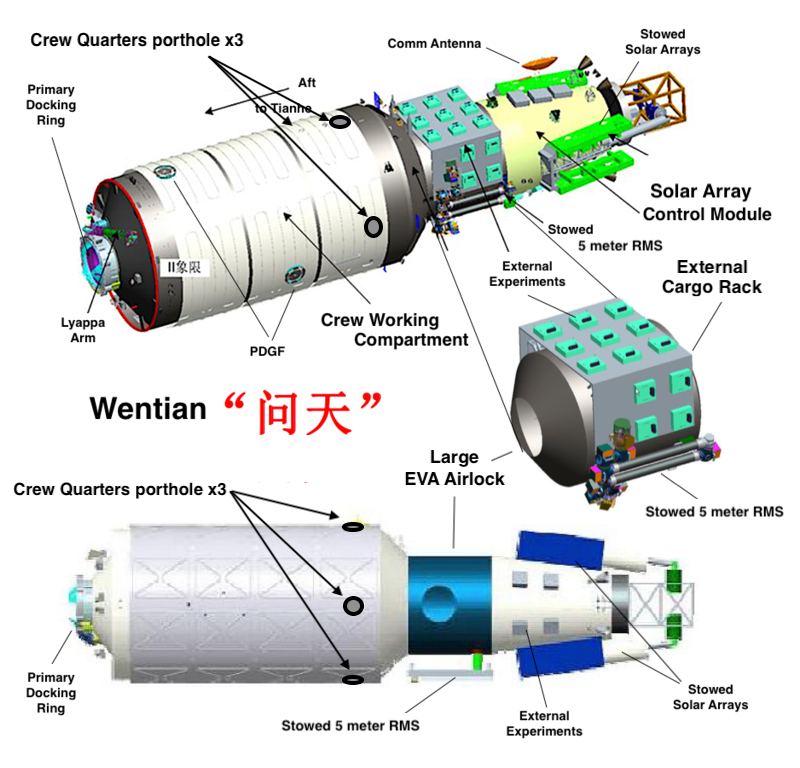
Das Wissenschaftsmodul Wentian

An der der Erde zugewandten Seite der Schleusensektion befindet sich eine Ausstiegsluke (die Ausstiegsluke des Kernmoduls liegt auf der Zenitseite). Außerdem hat dort ein zweiter mechanischer Arm seinen Platz, mit dem die Nutzlastbehälter an ihren Platz gehoben werden können. An der in Flugrichtung liegenden Außenwand der Schleusensektion können fünf Instrumente befestigt werden, an der Zenitseite neun. Diese Plätze sind für Forschung auf den Gebieten Astrophysik, Sonnenphysik und Weltraumwetter gedacht. Es können dort aber auch Materialprüfungen für Raumfahrtanwendungen durchgeführt werden, wie zum Beispiel das Verhalten von Schmiermitteln, Formgedächtnislegierungen oder Verbundwerkstoffen bei längerem Aufenthalt im Weltall. An den insgesamt 22 Außenplätzen des Wissenschaftsmoduls Wentian, die zum Teil über Anschlüsse zur Flüssigkeitskühlung verfügen, können auch Bauelemente oder Komponenten von Raumflugkörpern auf ihre langfristige Zuverlässigkeit geprüft und die Mechanismen ihres Versagens erforscht werden. Das Kühlsystem für die Außennutzlasten ist von dem sich über Löcher in den Koppelringen durch die gesamte Station ziehenden Kühlkreislauf des Lebenserhaltungssystems getrennt.
Die Arbeitssektion kann ohne Raumanzug betreten werden, die Atemluft hat eine ähnliche Zusammensetzung wie auf der Erde, der Luftdruck ist mit 81,3–104,3 kPa derselbe wie im Rest der Raumstation und entspricht etwa dem irdischen Luftdruck auf Meereshöhe.
Da bei den chinesischen Feitian-Raumanzügen der Druck auf 40 kPa reduziert wird, um die Beweglichkeit der Raumfahrer im Vakuum zu steigern, ist vor Außenbordeinsätzen eine halbstündige Dekompression in der Schleuse erforderlich. Die Arbeitssektion besteht aus einem Korridor mit quadratischem Querschnitt von etwa 2 × 2 m, an dessen Backbord-, Steuerbord- und Zenitseite jeweils sechs etwa 1 m breite Regale angeordnet sind, in die abgesehen von den vier Laborschränken (siehe unten) auch kleinere Geräte eingebaut werden können.
Den Raumfahrern steht dort 30 m³ Bewegungsraum zur Verfügung. Zum Vergleich: das Kernmodul Tianhe bietet 50 m³ Wohnraum, die Tiangong-Raumlabors hatten einen freien Wohnraum von 15 m³.
Nach Fertigstellung der Raumstation wird die Außenschleuse des Wissenschaftsmoduls Wentian die Hauptschleuse der Station. Die kugelförmige Schleusensektion des Kernmoduls steht weiterhin als Reserveschleuse zur Verfügung, im Regelbetrieb bleiben die dortigen Luken jedoch während eines Außenbordeinsatzes geöffnet, sodass sich der dritte Raumfahrer frei zwischen den Modulen bewegen kann und auch der Zugang zum Rettungsraumschiff frei bleibt. Die Schleusensektion des Kernmoduls ist vor allem für Situationen wie den Ausfall der Hauptschleuse während eines Außenbordeinsatzes vorgesehen, um den Raumfahrern eine Rückkehr in die Station zu ermöglichen. Die Schleuse des Wissenschaftsmoduls Wentian ist mit 1 m Durchmesser um 15 cm größer als die des Kernmoduls (85 cm), was den Raumfahrern das Ein- und Aussteigen deutlich erleichtert. Die zylinderförmige Schleusensektion des Wissenschaftsmoduls bietet auch innen mit fast 15 m³ wesentlich mehr Raum als die Kugel des Kernmoduls (10 m³), wodurch sich das Anlegen des Raumanzugs einfacher gestaltet (die Schleusen dienen als „Umkleidekabinen“).
Außerdem werden die Raumfahrer durch die Anordnung der Ausstiegsluke an der erdzugewandten Seite weniger durch die Sonne geblendet als bei einem Ausstieg durch die Zenitschleuse des Kernmoduls.
An der Außenwand des Wissenschaftsmoduls befinden sich zwei ausklappbare und in alle Richtungen drehbare LED-Scheinwerfer sowie vier hochauflösende Kameras, die es den Betreuern am Boden erleichtern, die Außenbordeinsätze zu überwachen.

## Laborschränke
Das Wissenschaftsmodul Wentian verfügt über vier Laborschränke:
- Biologie und Ökologie
- Biotechnologie
- Handschuhkasten
- Zentrifugen[34]

Der Forschungsschwerpunkt liegt hierbei auf der Biologie. Es soll erforscht werden, wie Pflanzen, Tiere und Mikroorganismen unter den Bedingungen des Weltalls wachsen, sich entwickeln, ihre Gene weitergeben und altern. Über zwei gegenläufige Zentrifugen besteht die Möglichkeit die Lebewesen, je nachdem, wie weit entfernt von der Achse sie platziert werden, Beschleunigungen von 0,01 g bis 2 g auszusetzen und so verschiedene Schwerkräfte zu simulieren.
Die Zentrifuge wird aber auch für physikalische Experimente genutzt, so zum Beispiel zur Wärmeübertragung und der Dynamik von Luftblasen in siedenden Flüssigkeiten unter verschiedener Schwerkraft, oder zum Übergang eines lockeren Sandhaufens in einen Erdrutsch, was auch für Unglücksvermeidung auf der Erde von Bedeutung ist.
Ein weiterer Bereich ist die Strahlenbiologie, also die Mechanismen und Auswirkungen der kosmischen Strahlung auf Lebewesen. Außerdem will man die Effekte von hypomagnetischen Feldern von 0–5 μT erforschen. Letztere wirken sich auf das Zentralnervensystem aus und sind besonders für Tiefraummissionen relevant.
Durch Experimente in einer kontrollierten Umgebung will man Möglichkeiten finden, potentielle Schäden für die Raumfahrer abzuschätzen und sie vor diesen Gefahren zu schützen. Zunächst wurden Versuche mit Acker-Schmalwand (wie schon im Raumlabor Tiangong 2), Fadenwürmern, Fruchtfliegen und Zebrafischen durchgeführt. 
Speziell für die Zebrafische entwickelte das Zentrum für Projekte und Technologien zur Nutzung des Weltalls einen kleinen Zuchtbehälter mit einem geschlossenen Ökosystem, in dem die Interaktion der Fische mit den ihnen als Nahrung dienenden Kleinlebewesen sowie mit Pflanzen beobachtet werden kann. Die Fische dienen nicht der Nahrungsergänzung der Raumfahrer (wie die im Korridor des Moduls gezüchteten Salatpflanzen), sondern, weil sie zu den Knochenfischen, also mit Menschen entfernt verwandten Wirbeltieren gehören, zur Erforschung des Knochenschwunds in der Schwerelosigkeit.
Auf dem Gebiet der Biotechnologie möchte man einzelne Zellen und Gewebe züchten, im Weltall gebildete Proteine mittels Kristallstrukturanalyse untersuchen sowie auf dem Gebiet der Nukleinsäuren und der Biomechanik forschen. Man will die Mechanismen des Wachstums und der Teilung von Zellen in der Schwerelosigkeit erforschen, um medizinische Anwendungen wie auf hocheffektiven Proteinen/Polypeptiden basierende Medikamente oder Knochenreparatur mittels Nanokristallen zu entwickeln. Zur Aufbewahrung der Proben, bis sie für weitere Untersuchungen von der Besatzung mit zur Erde zurückgenommen werden, verfügt das Modul über Kühlschränke mit Temperaturen von −80 °C, −20 °C und +4 °C.

## Mechanischer Arm

Kleiner Arm an großem Arm

Der mechanische Arm des Wissenschaftsmoduls Wentian ähnelt von der Form her dem des Kernmoduls Tianhe. Er besteht ebenfalls aus zwei am oberen Ende wie ein Zirkel mit einer Achse verbundenen Hauptabschnitten, an deren anderem Ende sich jeweils eine um drei Achsen drehbare „Hand“ befindet, besitzt also sieben Freiheitsgrade. Der Arm des Wissenschaftsmoduls ist jedoch mit einer Gesamtlänge von 5 m und einem Eigengewicht von 400 kg nur halb so groß wie der des Kernmoduls. Mit 3 t kann er wesentlich weniger Masse bewegen als der große Arm, der eine Tragkraft von 25 t besitzt.
Dafür kann der kleine Arm die Lasten mit einer fünfmal so hohen Genauigkeit positionieren.
So können zum Beispiel die Außennutzlasten allein mit dem mechanischen Arm in die Standardhalterungen mit den integrierten Anschlüssen für Strom, Daten etc. gesteckt werden; hierfür ist kein Außenbordeinsatz von Raumfahrern nötig.
Der kleine Arm kann mit dem großen Arm zusammengekoppelt werden; der kombinierte Arm besitzt dann eine Reichweite von 14,5 m. Für diesen sehr langen Hebel war jedoch ein besonderer Befestigungspunkt nötig, den die Besatzung von Shenzhou 13 bei ihrem ersten Außenbordeinsatz am 7. November 2021 an der Außenwand des Kernmoduls montierte.
Anfang August 2022 wurde der kleine Arm mit Unterstützung des Raumfahrtkontrollzentrums Peking erfolgreich getestet.
Bei Außenbordeinsätzen steht üblicherweise einer der beiden Raumfahrer auf dem großen Arm, während die Kamera am Ellbogengelenk des kleinen Arms, deren Schärfentiefe von 1 m bis unendlich reicht, vom Bodenpersonal dazu verwendet wird, den Einsatz zu überwachen.
Es ist jedoch auch möglich (wie zum Beispiel beim vierten Außenbordeinsatz der Mission Shenzhou 15), dass ein Raumfahrer auf einer Plattform am äußersten Ende der beiden zusammengekoppelten Arme steht.

## HERD
Auf der in Flugrichtung liegenden Außenseite der Arbeitssektion befinden sich eine Befestigungsmöglichkeit für große Nutzlasten und eine große Experimentenplattform für Nutzlasten, die nicht dem Standardformat entsprechen. An ersterer soll 2027 die High Energy Cosmic-Radiation Detection facility (HERD) montiert werden, ein knapp 4 Tonnen schweres Gerät zur Beobachtung von hochenergetischer kosmischer Strahlung.
Die Gesamtkosten des Projekts, an dem 2021 mehr als hundert Wissenschaftler aus China, Hongkong, Taiwan, Italien, der Schweiz, Spanien und Schweden beteiligt waren, wurden auf 155–310 Millionen US-Dollar geschätzt.
Da allein das würfelförmige Gerät selbst, ohne Befestigungsstutzen, eine Kantenlänge von etwa 1,5 m besitzt, kann es nicht aus einem Tianzhou-Frachter durch die internen Luken der Raumstation manövriert werden, ganz abgesehen davon, dass das bei einer Masse von 4 Tonnen selbst von drei Raumfahrern nicht zu bewältigen wäre. Daher wird hier auf eine spezielle, zum Vakuum offene Version des Frachtraumschiffs zurückgegriffen, wo der mechanische Arm der Station direkten Zugriff auf die Ladung hat.
Anschließend wird das Gerät von den Raumfahrern mit seinen schrägen Befestigungsstutzen so an dem Wissenschaftsmodul montiert, dass es über die Arbeitssektion und die Ebene der Raumstation hinausragt (alle Module haben den gleichen maximalen Durchmesser von 4,2 m).
Dadurch hat es in Richtung Zenit, also in die Tiefen des Weltalls hinaus ein Sichtfeld von etwa 70°.
In der Mitte des Geräts, das eine Leistungsaufnahme von 1,5 kW besitzt, befindet sich ein dreidimensional abbildendes Kalorimeter, das mit Hilfe von an den vier Seitenflächen und an der Oberseite des Würfels angebrachten Subdetektoren nicht nur die Energie der kosmischen Strahlung messen, sondern zwischen den einzelnen Komponenten (siehe oben) unterscheiden und ihre Flugbahn rekonstruieren kann. Der Messbereich des Kalorimeters liegt bei 30 GeV – 3 PeV für Protonen und Atomkerne, 10 GeV – 100 TeV für Elektronen und 0,5 GeV – 100 TeV für Gammastrahlung.
Über einen Zeitraum von zehn Jahren soll HERD zum einen als Gammastrahlenobservatorium dienen und dabei mit dem Cherenkov Telescope Array in Chile und dem LHAASO in Sichuan zusammenwirken. Durch sein großes Sichtfeld ist HERD auch für die Suche nach den sogenannten „elektromagnetischen Gegenstücken“ von Gravitationswellen geeignet, wobei es mit den GECAM-Satelliten zusammenwirken soll, falls diese bis 2027 noch in Betrieb sein sollten, sowie dem französisch-chinesischen Gammablitz-Observatorium SVOM, das am 22. Juni 2024 startete. In Kooperation mit dem im Bau befindlichen Vera C. Rubin Observatory in Chile und dem Weltraumteleskop Euclid soll auch nach Dunkler Materie gesucht werden, nicht nur im Gammastrahlen-Spektrum, sondern auch über hochenergetische Elektronen und Positronen. Auf diese Art hofft man unter anderem eine Antwort auf die Frage zu bekommen, woher der Überschuss an Positronen stammt, die das Sonnensystem erreichen. Die beiden Hypothesen hierzu lauten, entweder durch Annihilation von Dunkler Materie, oder, was als wahrscheinlicher angesehen wird, durch Pulsarwind-Nebel in der Nähe des Sonnensystems.

## POLAR-2
Das Gammastrahlungs-Polarimeter POLAR-2 wurde im Juni 2019 vom Büro der Vereinten Nationen für Weltraumfragen als eine der ersten sechs internationalen Nutzlasten ausgewählt, die vom Büro für bemannte Raumfahrt kostenlos auf der Chinesischen Raumstation installiert werden,
es handelt sich um ein Kooperationsprojekt der Institute für Astronomie und für Kernphysik der Universität Genf mit dem Max-Planck-Institut für extraterrestrische Physik, dem Institut für Hochenergiephysik der Chinesischen Akademie der Wissenschaften und dem Nationalen Kernforschungszentrum Polens.
Mit dem Instrument soll über einen Zeitraum von mindestens zwei Jahren die Photonen-Polarisation von Gammablitzen im Bereich von 20 keV bis 800 keV gemessen werden. Damit hat es einen größeren Messbereich als das Vorgängermodell POLAR (50–500 keV), das 2016/2017 auf dem Raumlabor Tiangong 2 eingesetzt war, und es deckt einen völlig anderen Bereich ab als HERD mit seinen 0,5 GeV – 100 TeV.
POLAR-2 hat die Form eines Würfels mit etwa 50 cm Kantenlänge. In einem Aluminiumgitter auf der Oberseite sind 100 Polarimeter-Module platziert – viermal so viel wie im ursprünglichen POLAR – von denen jedes 64 Szintillatoren von jeweils 5,9 × 5,9 × 125 mm enthält.
Am 18. November 2019 unterzeichnete die Universität Genf einen Kooperationsvertrag mit dem Zentrum für Projekte und Technologien zur Nutzung des Weltalls, eine Einrichtung der Chinesischen Akademie der Wissenschaften, die beim bemannten Raumfahrtprogramm der Volksrepublik China für das Nutzlastsystem zuständig ist. 2020 wurden am CERN Prototypen der Polarimeter-Module getestet. Im Laufe des Jahres 2025 soll POLAR-2 mit dem Frachtraumschiff Tianzhou 7 zur Raumstation gebracht und im weiteren Verlauf von der Besatzung außen am Wissenschaftsmodul installiert werden. Im gleichen Jahr soll das Polarimeter seinen Betrieb aufnehmen.

## SING
Das Spectroscopic Investigations of Nebular Gas (SING) wurde unter der Leitung des Astrophysiker Jayant Murthy vom Indian Institute of Astrophysics mit Unterstützung des Instituts für Astronomie der Russischen Akademie der Wissenschaften entwickelt. Hierbei handelt es sich um ein kleines Spiegelteleskop für den UV-C-Bereich zwischen 140 und 270 nm. Das Cassegrain-Teleskop mit einem Hauptspiegel von 30 cm Durchmesser und einer gesamten Brennweite von 1,5 m besitzt die Außenmaße 50 × 40 × 40 cm und wiegt knapp 25 kg. Das Teleskop ist nicht schwenkbar, sondern durchmustert den Himmel in dem Maße, wie die Raumstation um die Erde und im Laufe eines Jahres um die Sonne kreist. Hinter der Öffnung in der Mitte des Hauptspiegels befindet sich ein kleiner Spiegel, der das Licht auf einen Spektrografen leitet. Der Detektor des Spektrografen besteht aus einer Mikrokanalplatte von 4 cm Durchmesser und einem Kanaldurchmesser von 10 µm sowie einem Active Pixel Sensor mit 1675 × 1675 Pixeln. Bei dem Projekt, das im Juni 2019 vom Büro der Vereinten Nationen für Weltraumfragen ebenfalls als eine internationale Nutzlast ausgewählt wurde, die vom Büro für bemannte Raumfahrt kostenlos zur Chinesischen Raumstation transportiert und dort installiert werden, geht es um eine umfassende Untersuchung des interstellaren Mediums, vom heißen Gas in Supernovaüberresten über das warme Gas in planetarischen Nebeln bis zum kalten Gas in Molekülwolken.
An sich sollte das 50.000 US-Dollar teure Instrument 2022 nach China gebracht werden, um im Mai 2023 mit dem Frachtraumschiff Tianzhou 6 zur Station transportiert und während der Mission Shenzhou 16 auf der Außenseite des Wissenschaftsmoduls installiert zu werden. Aufgrund der COVID-19-Pandemie in Indien verzögerten sich jedoch die letzten Tests, bei denen die Weltraumtauglichkeit (Vakuum, Temperatur, Vibration) des Teleskops geprüft werden sollte. Die nächste Möglichkeit, SING zur Chinesischen Raumstation zu bringen, wäre mit dem Frachtraumschiff Tianzhou 7 Anfang 2024. Jayant Murthy und seine Kollegen hatten Mitte 2022 beim indischen Außenministerium eine Exportlizenz beantragt, aber obwohl das Teleskop so auf dem Wissenschaftsmodul montiert wird, dass es von der Erde weg ins Weltall zeigt, für Indien also kein Sicherheitsrisiko darstellt, wurde diese Lizenz aufgrund gestiegener Spannungen zwischen Indien und China bis August 2023 nicht erteilt.